# ГЕС Байші
ГЕС Байши (白市水电站) — гідроелектростанція у центральній частині Китаю в провінції Ґуйчжоу. Знаходячись між ГЕС Guàzhì (вище за течією) та ГЕС Tuōkǒu, входить до складу каскаду на річці Qingshui, правій твірній Юаньцзян, котра впадає до розташованого на правобережжі Янцзи великого озера Дунтін.
У межах проєкту річку перекрили греблею з ущільненого котком бетону заввишки 68 метрів та завдовжки 512 метрів. Вона утримує водосховище з об'ємом 607 млн м3 (корисний об'єм 172 млн м3) та припустимим коливанням рівня поверхні в операційному режимі між позначками 294 та 300 метрів НРМ.
Пригреблевий машинний зал обладнали трьома турбінами типу Френсіс потужністю по 140 МВт, які забезпечують виробництво 1236 млн кВт·год електроенергії на рік.
Видача продукції відбувається по ЛЕП, розрахованій на роботу під напругою 500 кВ.